# Koń turyński
Koń turyński (węgier. A torinói ló, 2011) – węgierski dramat filmowy (zrealizowany w koprodukcji z Francją, Niemcami i Szwajcarią) w reżyserii Béli Tarra i Ágnes Hranitzky.
Obraz prezentowany w Konkursie Głównym 61. Międzynarodowego Festiwalu Filmowego w Berlinie, gdzie otrzymał Wielką Nagrodę Jury. Światowa premiera filmu miała miejsce 15 lutego 2011 roku na tym właśnie festiwalu.
Polska premiera filmu odbyła się 27 lipca 2011 roku, podczas 11. Międzynarodowego Festiwalu Filmowego Nowe Horyzonty we Wrocławiu. Film został wyświetlony w sekcji „Panorama”.

## Fabuła
3 stycznia 1889 roku, niemiecki filozof Fryderyk Nietzsche, wychodząc z turyńskiego hotelu, dostrzegł konia okładanego przez woźnicę batem. Pisarz starał się ochronić zwierzę, lecz bezskutecznie i w dodatku uległ wypadkowi. Wkrótce u Nietzschego została zdiagnozowana przewlekła choroba psychiczna. Autor, aż do swojej śmierci nie napisał już żadnego dzieła. Sam film koncentruje się na historii woźnicy, jego córki oraz tytułowego konia.

## Obsada
- János Derzsi – Ohlsdorfer
- Erika Bók – córka Ohlsdorfera
- Mihály Kormos – Bernhard

## Nagrody i nominacje
61. Międzynarodowy Festiwal Filmowy w Berlinie
- Wielka Nagroda Jury – Béla Tarr
- Nagroda FIPRESCI – Béla Tarr
- nominacja: Złoty Niedźwiedź – Béla Tarr

24. ceremonia wręczenia Europejskich Nagród Filmowych
- nominacja: Najlepszy Europejski Operator – Fred Kelemen
- nominacja: Najlepszy Europejski Kompozytor – Mihály Vig

16. ceremonia wręczenia Satelitów
- nominacja: najlepszy film zagraniczny (Węgry)

## Zdjęcia
Zdjęcia do filmu realizowane były na terenie Węgier (Budapeszt).

## Recenzje
- Stanisław Błaszczyna, Ciemność - „Koń turyński” koniem trojańskim współczesnego nihilizmu?